# Taťána Kuchařová

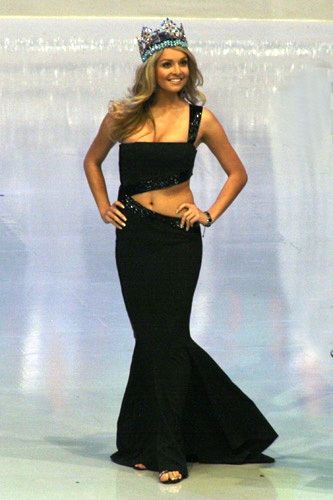
Tatiana Kucharova, Miss Mundo 2006

Taťána Kuchařová (nació en 1987 en Trnava, Checoslovaquia, actualmente Eslovaquia) es una modelo y actriz checa, ganadora del certamen de belleza internacional Miss Mundo 2006. Se convirtió en la primera mujer de la República Checa en ganar el título en el evento final de la competencia de Miss Mundo, celebrada el 30 de septiembre de 2006, en Varsovia, Polonia. Anteriormente fue coronada Miss República Checa 2006.
Kuchařová mide 177cm de altura, se crio en la ciudad de Opočno, República Checa. Le gusta el tenis y montar a caballo. Tiene muchos animales, entre ellos: una tortuga, pájaros, gatos, conejos y cobayas. Su lema personal es "siempre ser optimista".
Taťána entregó su corona el 1 de diciembre de 2007 a la Miss Mundo 2007, Zhang Zilin de China en Sanya, China. Entre las naciones a las que ha viajado durante su reinado están: Eslovaquia, Polonia, Emiratos Árabes Unidos, México, Estados Unidos, China, Inglaterra, Rusia, Sri Lanka y Letonia.